# Richtsteig Lehnrechts
Der Richtsteig Lehnrechts bezeichnet eine Darstellung des Gerichtsverfahrens nach dem Recht des Sachsenspiegels, die wohl zwischen 1330 und 1350 entstanden ist und über diese Zeitspanne berichtet. Nach gelehrtem Vorbild werden Gerichtspersonen und Klagearten vorgestellt. Seiner Gattung nach handelt es sich um weltliche Rechtstexte der Region Brandenburg mit dem namengebenden Schwerpunkt Lehnrecht.
Unklar ist, wer das Repertorium (Repertorium Fontium 2, 599) verfasst hat. In Betracht kommt der bedeutende Glossator des sächsischen Rechtsbuchs und märkische Hofrichter Johann von Buch, der es aber auch lediglich veröffentlicht haben könnte, nachdem es von seinem Mündel Gerke von Kerkow gefertigt worden war. Überliefert ist das Werk durch fünfundsiebzig Handschriften. Diese weisen formell fünf Sprachvarietäten auf.

## Ausgabe
- Carl Gustav Homeyer: Des Sachsenspiegels zweiter Theil nebst den verwandten Rechtsbüchern. Erster Band: Das sächsische Lehnrecht und der Richtsteig Lehnrechts, Berlin 1842, S. 409–540. (BV)